# Isaac Walthour
Isaac Walthour (New York, 25 agosto 1930 – 10 settembre 1977) è stato un cestista statunitense, professionista nella ABL e nella NBA.

## Carriera
Dopo aver giocato per due stagioni nella ABL con i Saratoga Harlem Yankees, disputò 4 partite nel campionato NBA 1953-54 con i Milwaukee Hawks.